# Progynotaeniidae
Progynotaeniidae (лат.) — семейство ленточных червей из отряда циклофиллид (Cyclophyllidea). Взрослые черви являются паразитами кишечника ржанкообразных птиц. Промежуточными хозяевами служат жаброногие ракообразные.

## Классификация
Согласно данным сайта The Taxonomicon, семейство включает 2 подсемейства и 6 родов:
- Подсемейство Progynotaeniinae Fuhrmann, 1936
  - Leptotaenia Cohn, 1901
  - Paraprogynotaenia Rysavy, 1966
  - Progynotaenia Fuhrmann, 1909
  - Proterogynotaenia Fuhrmann, 1911
- Подсемейство Gynandrotaeniinae Fuhrmann, 1936
  - Gynandrotaenia Fuhrmann, 1936
  - Thomasitaenia Ukoli, 1965